# Sistema de transport ràpid Johor Bahru–Singapur
El sistema de transport ràpid Johor Bahru–Singapur (en anglès Johor Bahru–Singapore Rapid Transit System), més conegut per l'acrònim RTS link, és un projecte de línia de metro transfronterera que ha de connectar la ciutat estat de Singapur amb la ciutat de Johor Bahru, a Malàisia, travessant l'estret de Johor.
Concebuda com una extensió del metro de Singapur (MRT), la línia només tindrà dues parades ː Woodlands North a Singapur, i Bukit Chagar a Malàisia. Cada terminal tindrà un sistema de duana i de control gestionat conjuntament pels dos països.
Una vegada construïda, la línia constituirà la primera línia de metro de gran capacitat entre dos països al món. Reemplaçarà les actuals llançadores ferroviàries que fan la connexió transfronterera via la calçada Johor-Singapur.